# Скеля Крашевського

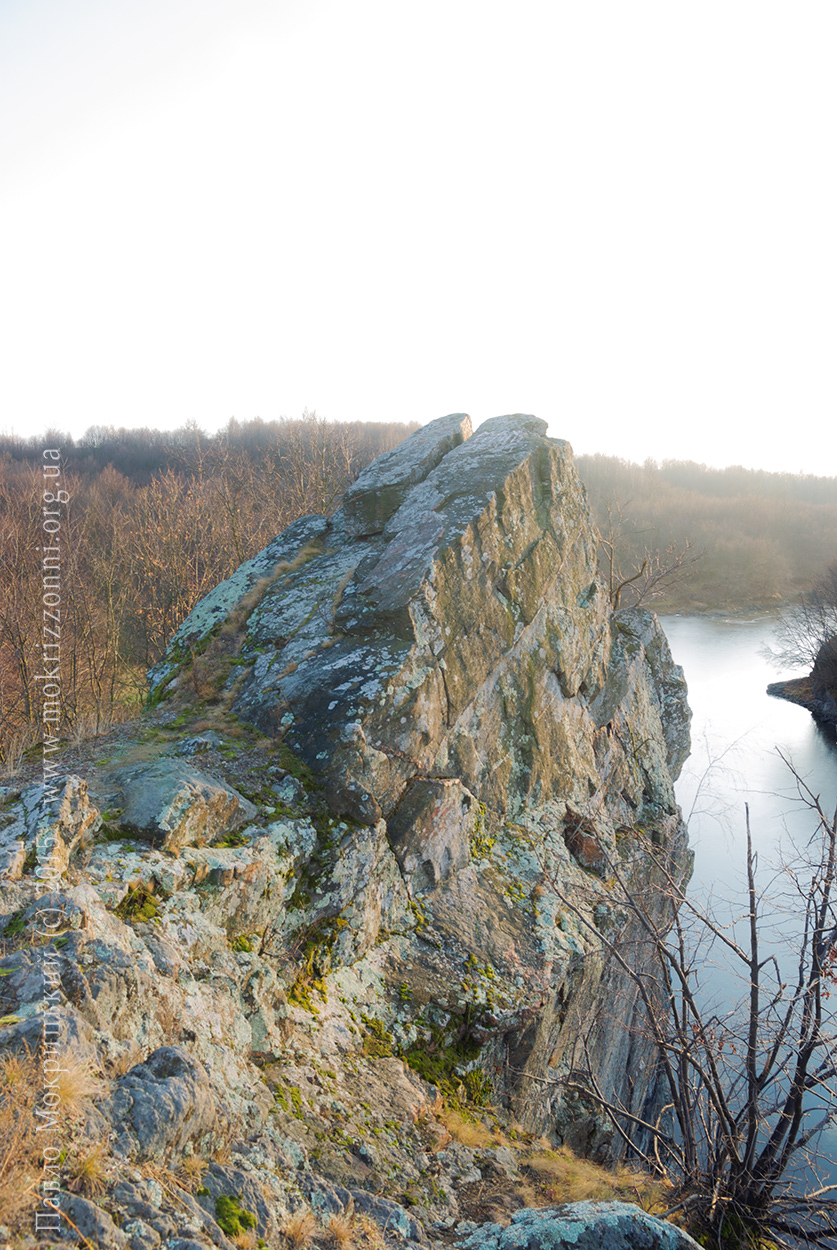
Бескид Крашевського

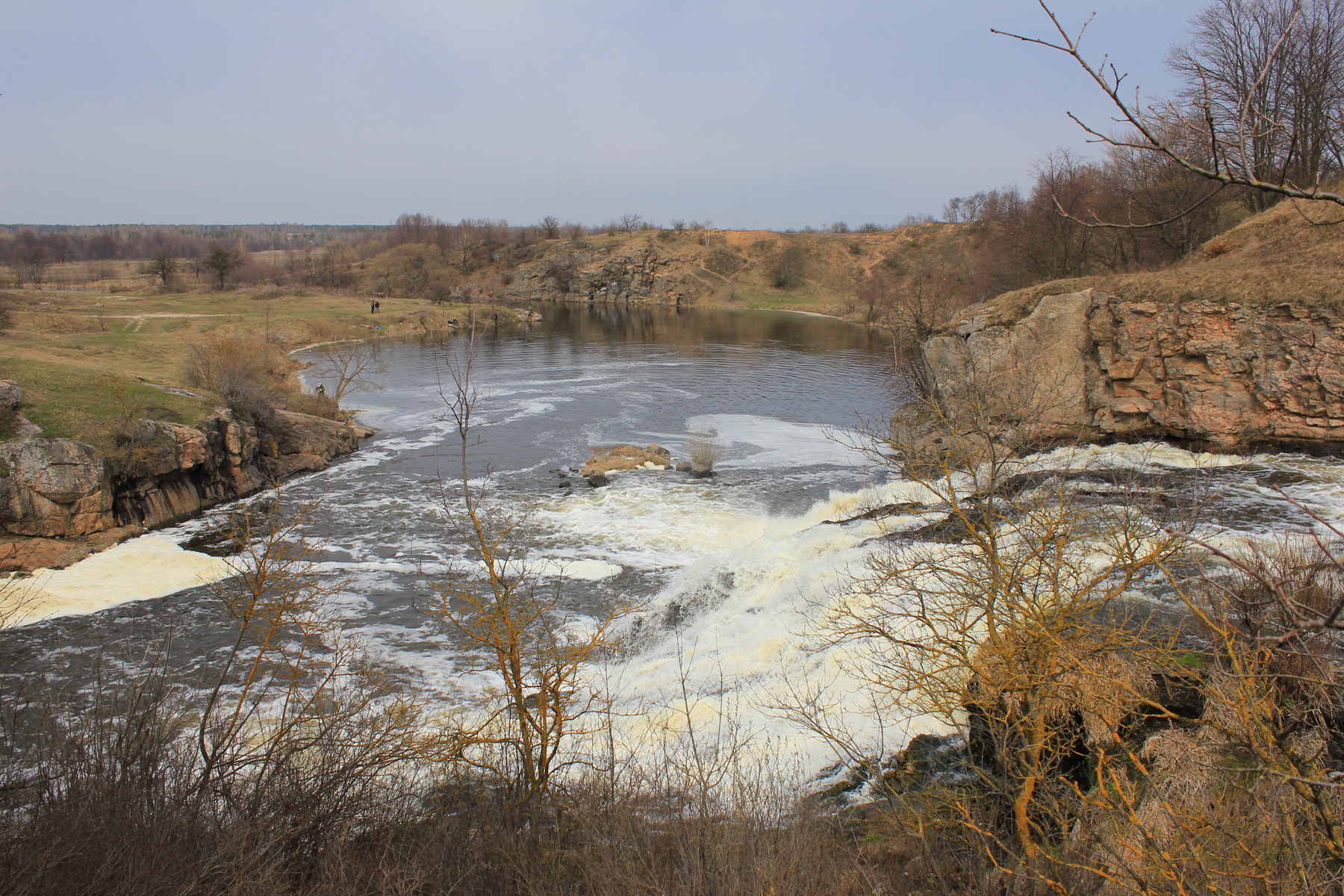
Скеля Крашевського з водоспадом

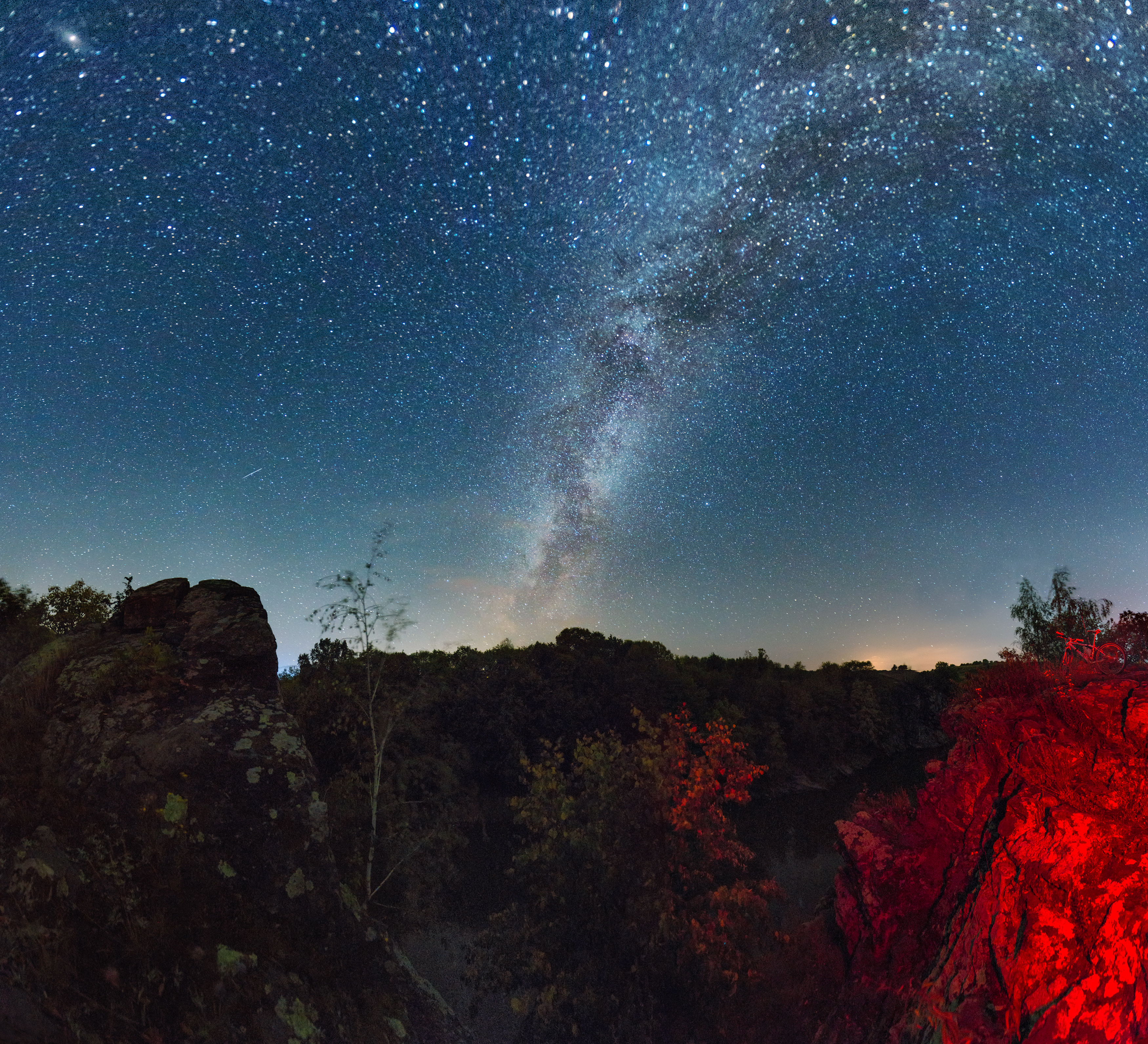
Метеорний потік Персеіди зі скелі Крашевського

Ске́ля Краше́вського — геологічна пам'ятка природи місцевого значення в Україні. Розташована в межах Житомирського району Житомирської області, на південний схід від села Перлявка і на північ від села Головенка. 
Площа 0,01 га. Статус присвоєно згідно з рішенням облвиконкому від 20.11.1967 року № 610. Перебуває у віданні в/ч А-0339. 
Статус присвоєно з метою збереження мальовничого скельного масиву на березі річки Гнилоп'ять. Скеля складена із сірого граніту. Висота понад 30 м. Шари гранітних плит утворюють ніші та тріщини, в яких росте релікт флори третинного періоду — вудсія ельбська, занесена до Червоної книги України. 
Приблизно за 2 км на північ від скелі розташований водоспад Вчелька.

## Історія заповідання
16.07.1926 року Волинський науково-дослідний державний музей звернувся до Українського комітету охорони пам'яток природи, надіславши перелік пам'яток природи Волинської округи, виділених працівниками музею. При цьому в листі зазначено, що повноцінних «заповідників на території округи нема». Таким чином лист був пропозицією оголосити заповідними вказані ділянки. Серед таких був запис «3.Скеля Красновського. Площа — 100 кв. саженів. с. В.Шумськ, Троянівський район правий берег р. Гнилоп'яті», що відповідає нинішній Скелі Крашевського.